# Gioan Pietro Del Buono
Gioan Pietro Del Buono (né avant 1641 à Naples et mort à Palerme vers 1657) est un compositeur et claveciniste italien de la période baroque.

## Biographie
Né à Naples Gioan Pietro Del Buono a vécu à la cour princière à Palerme, où il mourut. La première trace documentée de Del Buono est la publication de son œuvre à Palerme en 1641, qui fit sa célébrité. Il s'agit des Canoni, oblighi e sonate in varie maniere sopra l'Ave Maris Stella... a 3, 4, 5, 6, 7 et 8 voci, e le sonate a 4, un recueil comptant 84 pièces numérotées, toutes fondées sur le traitement contrapuntique de la mélodie de la célèbre hymne grégorienne, et dont la grande majorité sont des canons. Les pièces les plus remarquées du recueil sont les quatorze sonates pour clavecin, qui le concluent et sont à considérer comme un ensemble. Ce fut la première fois que la dénomination "sonate pour clavecin" (sonata per clavicembalo) fut utilisée. La cinquième sonate (Fuga cromatica) ainsi que la septième (Stravagante, e per il cimbalo cromatico) sont les plus intéressantes.
À l'exception des sonates, Del Buono ne donne pas de conseil quant à l'effectif instrumental, laissant cette tâche (comme c'était l'habitude et la pratique ordinaire de ces temps-là) au jugement des interprètes ainsi qu'aux exigences qu'imposait le lieu d'exécution.
Savant exercice de composition, ces oblighi peuvent se placer comme des précurseurs de l'Art de la fugue et de l'Offrande musicale.
Del Buono figure en bonne place parmi les compositeurs napolitains de son temps, tels Giovanni Salvatore, Bernardo Storace et Gregorio Strozzi.